# Duosperma stoloniferum
Duosperma stoloniferum är en akantusväxtart som beskrevs av Vollesen. Duosperma stoloniferum ingår i släktet Duosperma och familjen akantusväxter. Inga underarter finns listade i Catalogue of Life.